# Václav Jiráček
Václav Jiráček (* 28. září 1978 Praha) je český divadelní a filmový herec.

## Život
Vystudoval obchodní akademii. Po absolutoriu vykonával civilní službu v divadle ABC. V roce 2001 byl přijat na pražskou DAMU (katedra alternativního a loutkového divadla), kterou dokončil v roce 2009.
Ještě jako posluchač DAMU byl obsazen režisérkou Agnieszkou Holland do titulní role koprodukčního snímku o Jánošíkovi, který byl dokončen kvůli problémům s rozpočtem až po sedmi letech. Další výrazné filmové role vytvořil ve snímcích Krev zmizelého a Hlídač č. 47, v thrilleru Hodinu nevíš ztvárnil nemocničního sériového vraha.
Se spolužáky z ročníku založil v roce 2001 nezávislé divadelní sdružení LETÍ. V současnosti[ujasnit] hostuje v Dejvickém divadle v inscenaci Elegance molekuly, v minulosti pak v inscenacích Hamlet a Teremin (autor a režie Petr Zelenka).

## Filmografie
- 2016 Bohéma (TV seriál) – Jiří Weiss
- 2015 Přístav (TV seriál) – Míra Šimáček, bývalý partner Ivany Braunové
- 2013 Sanitka 2 (TV seriál) – Marek, syn Jandery
- 2013 České století (TV seriál) – kněz Václav Malý
- 2011 Lidice – mladý Horák
- 2010 Mamas & Papas – Vašek
- 2010 Jseš mrtvej, tak nebreč (TV film)
- 2010 Bludičky (TV film)
- 2009 X=X+1 (krátkometrážní)
- 2009 Jánošík – Pravdivá historie – Jánošík
- 2009 Hodinu nevíš – Hynek
- 2008 Hlídač č. 47 – hrobník Ferda Zuzka
- 2008 Dark Spirits – Lukáš Němec
- 2007 Na vlastní nebezpečí – Dominik
- 2006 Pokus (krátkometrážní)
- 2006 Krev zmizelého (TV seriál) – Arno von Lieven
- 2006 Besame mucho – Benjamin 3
- 2005 Restart – Robert
- 2004 Ráno (krátkometrážní)
- 2004 Non plus ultras – WC dědek
- 2004 Krev zmizelého – Arno von Lieven
- 2003 Bespojení (studentský film)
- 2002 Trickster – titulní role